# Koninklijke Harmonie "Concordia", Panningen
De Koninklijke Harmonie "Concordia", Panningen is een harmonieorkest uit Panningen, gemeente van Peel en Maas in de Nederlandse provincie Limburg, dat opgericht werd in 1862.

## Geschiedenis
De vereniging is ontstaan uit een aantal mensen uit de zangvereniging die aanvankelijk een fanfareorkest oprichten. In 1866 vond een Serenade plaats, die ook in de kranten is vermeld. In 1872 is het eerste optreden buiten het dorp vermeld, namelijk bij een concert door het toenmalige Musikalisches Grenz-Gau Verbond te Reuver, een federatie die te vergelijken is met de huidige Limburgse Bond van Muziekgezelschappen binnen de Federatie van Katholieke Muziekbonden in Nederland. In 1889 volgde een diepe inzinking in de activiteiten van de vereniging, omdat de directeur van de fanfare, meester Roncken, werd overgeplaatst. De toenmalige pastoor Lucas was de redder uit deze situatie. Met de dirigent Caspar Heuvelmans en zijn opvolgers werd het muzikaal niveau verbeterd en verstevigd. In 1936 werd op het concours in Zaltbommel in de hoogste afdeling de hoogste plaats behaald. 
In 1937 werd de fanfare omgezet in een harmonieorkest. Tijdens de Tweede Wereldoorlog waren er weinig activiteiten. Na de oorlog werd de draad weer opgepakt. Ter gelegenheid van het eeuwfeest in 1962 ontving de harmonie het predicaat Koninklijk. 
Tegenwoordig wordt het harmonieorkest gedirigeerd door Theo Schreurs. Naast het harmonieorkest bestaat er ook een Slagwerkgroep. Deze staat onder leiding van Wil van Horck. Daarnaast bestaat er een Jeugdensemble. Dit orkest staat onder leiding van Bas Clabbers.

## Dirigenten
| Periode     | Dirigent            |
| ----------- | ------------------- |
| ???? - ???? | Faulhaber           |
| ???? - ???? | H. Pijpers          |
| 1887-1893   | Willem Roncken      |
| 1893-1922   | Caspar Heuvelmans   |
| 1922-1928   | Johan van Nisselroy |
| 1928-1932   | Louis Heuvelmans    |
| 1932-1939   | C.J.J. Rinket       |
| 1939-1948   | Willy Kranen        |
| 1948-1952   | W. Denessen         |
| 1952-1965   | Theo van Overveld   |
| ????-????   | Sipers              |
| ????-????   | Jean Weerts         |
| ????-????   | Pim Janssen         |
| ????-????   | Frank van den Berg  |
| ????-????   | Wiel Vervoort       |
| ????-1997   | Fer Koolen          |
| 1997-2000   | Jo Laumen           |
| 2000-2009   | Richard Bonné       |
| 2009-2011   | Christiaan Janssen  |
| 2011-2015   | Theo Schreurs       |
| 2015-heden  | Richard Bonné       |

## Publicaties
- Mevr. Engels-Aquarius, Mevr. Tummers-Hemelmans, H.J.M.C. Banter, H. Janssen, G. H. Keltjens, H. J. Kessels: Koninklijke Harmonie Concordia Panningen 1862 - 1962 - Eeuwfeest-Herinneringen, De gouden Leeuw, Panningen, 1962, 17 p.
- Dhr. Theo Cruijsbergh: Koninklijke Harmonie Concordia Panningen : jubileumboek - Uitgegeven bij gelegenheid van het 150-jarig jubileum van Koninklijke Harmonie Concordia Panningen in 2012, DTP Graphic Products, ISBN 978-90-76461-54-0